# Polska Liga Futbolu Amerykańskiego 2015
Polska Liga Futbolu Amerykańskiego 2015 – 10. edycja rozgrywek ligowych futbolu amerykańskiego w Polsce, składająca się z sześciu klas rozgrywkowych w tym rozgrywek juniorskich (PFLJ). Inauguracja rozgrywek odbyła się 21 marca 2015 roku o godz. 13:00 w Warszawie pomiędzy Warsaw Sharks a Warsaw Eagles, którzy wygrali mecz 6:29.
X Superfinał odbył się 11 lipca 2015 roku na Stadionie Miejskim we Wrocławiu, w którym Seahawks Gdynia wygrała z Panthers Wrocław 28:21.

## Topliga

### Runda zasadnicza
Tabela
| Lp. | Drużyna                       | M  | W  | R | P | Pkt | PZ  | PS  | +/−  |
| --- | ----------------------------- | -- | -- | - | - | --- | --- | --- | ---- |
| 1.  | Panthers Wrocław              | 10 | 10 | 0 | 0 | 20  | 472 | 82  | +390 |
| 2.  | Seahawks Gdynia               | 10 | 8  | 0 | 2 | 16  | 338 | 229 | +109 |
| 3.  | Primacol Lowlanders Białystok | 10 | 7  | 0 | 3 | 14  | 334 | 223 | +111 |
| 4.  | Warsaw Eagles                 | 10 | 6  | 0 | 4 | 12  | 294 | 224 | +70  |
| 5.  | Husaria Szczecin              | 10 | 4  | 0 | 6 | 8   | 228 | 277 | -49  |
| 6.  | Zagłębie Steelers Interpromex | 10 | 3  | 0 | 7 | 6   | 130 | 318 | -188 |
| 7.  | Warsaw Sharks                 | 10 | 1  | 0 | 9 | 2   | 160 | 368 | -208 |
| 8.  | Kozły Poznań                  | 10 | 1  | 0 | 9 | 2   | 147 | 382 | -235 |

|  | Awans do rundy play-off |

Wyniki
| Drużyna                             | Kolejka    | Kolejka    | Kolejka    | Kolejka    | Kolejka   | Kolejka    | Kolejka    | Kolejka    | Kolejka    | Kolejka   |
| Drużyna                             | 1          | 2          | 3          | 4          | 5         | 6          | 7          | 8          | 9          | 10        |
| ----------------------------------- | ---------- | ---------- | ---------- | ---------- | --------- | ---------- | ---------- | ---------- | ---------- | --------- |
| Panthers Wrocław (PAN)              | @LOW 0:49  | @KOZ 7:56  | EAG 37:14  | HUS 55:12  | @SEA 0:33 | STE 65:6   | @SHA 16:42 | @EAG 14:45 | SEA 35:7   | KOZ 55:6  |
| Seahawks Gdynia (SEA)               | KOZ 55:20  | @EAG 31:47 | SHA 48:18  | @STE 12:49 | PAN 0:33  | @LOW 32:35 | EAG 28:27  | @KOZ 13:42 | @PAN 35:7  | HUS 27:8  |
| Primacol Lowlanders Białystok (LOW) | PAN 0:49   | HUS 36:29  | @STE 12:33 | @EAG 28:14 | STE 46:0  | SEA 32:35  | @HUS 3:34  | @SHA 33:46 | @KOZ 26:46 | SHA 47:8  |
| Warsaw Eagles (EAG)                 | @SHA 6:29  | SEA 31:47  | @PAN 37:14 | LOW 28:14  | @KOZ 6:36 | KOZ 41:8   | @SEA 28:27 | PAN 14:45  | @HUS 27:36 | STE 38:6  |
| Husaria Szczecin (HUS)              | STE 18:12  | @LOW 36:29 | KOZ 20:36  | @PAN 55:12 | @SHA 0:33 | SHA 47:35  | LOW 3:34   | @STE 6:31  | EAG 27:36  | @SEA 27:8 |
| Zagłębie Steelers Interpromex (STE) | @HUS 18:12 | @SHA 14:36 | LOW 12:33  | SEA 12:49  | @LOW 46:0 | @PAN 65:6  | KOZ 13:12  | HUS 6:31   | SHA 27:12  | @EAG 38:6 |
| Warsaw Sharks (SHA)                 | EAG 6:29   | STE 14:36  | @SEA 48:18 | @KOZ 13:18 | HUS 0:33  | @HUS 47:35 | PAN 16:42  | LOW 33:46  | STE 27:12  | LOW 47:8  |
| Kozły Poznań (PAN)                  | @SEA 55:20 | PAN 7:56   | @HUS 20:36 | SHA 13:18  | EAG 6:36  | @EAG 41:8  | @STE 13:12 | SEA 13:42  | LOW 26:46  | @PAN 55:6 |

### Runda play-off
|  |           |                               |           |                 |    |       |                  |       |
|  | Półfinały | Półfinały                     | Półfinały |                 |    | Finał | Finał            | Finał |
|  | Półfinały | Półfinały                     | Półfinały |                 |    | Finał | Finał            | Finał |
|  |           |                               |           |                 |    |       |                  |       |
|  |           |                               |           |                 |    |       |                  |       |
|  | 1         | Panthers Wrocław              | 47        |                 |    |       |                  |       |
|  | 1         | Panthers Wrocław              | 47        |                 |    |       |                  |       |
|  | 4         | Warsaw Eagles                 | 9         |                 |    |       |                  |       |
|  | 4         | Warsaw Eagles                 | 9         |                 |    | 1     | Panthers Wrocław | 21    |
|  |           |                               |           |                 |    | 1     | Panthers Wrocław | 21    |
|  |           |                               | 2         | Seahawks Gdynia | 28 |       |                  |       |
|  | 2         | Seahawks Gdynia               | 2         | Seahawks Gdynia | 28 | 35    |                  |       |
|  | 2         | Seahawks Gdynia               |           |                 |    |       |                  |       |
|  | 3         | Primacol Lowlanders Białystok | 13        |                 |    |       |                  |       |
|  | 3         | Primacol Lowlanders Białystok | 13        |                 |    |       |                  |       |
|  |           |                               |           |                 |    |       |                  |       |

Wyniki
| Kolejka      | Data       | Gospodarz        | Wynik | Przeciwnik                    |
| ------------ | ---------- | ---------------- | ----- | ----------------------------- |
| Półfinał     | 27.06.2015 | Panthers Wrocław | 47:9  | Warsaw Eagles                 |
| Półfinał     | 28.06.2015 | Seahawks Gdynia  | 35:13 | Primacol Lowlanders Białystok |
| X SuperFinał | 11.07.2015 | Panthers Wrocław | 21:28 | Seahawks Gdynia               |

## PFLA I

### Runda zasadnicza
Tabela
| Grupa północna   |                    |   |   |   |   |     |     |     |      |
| Lp.              | Drużyna            | M | W | R | P | Pkt | PZ  | PS  | +/−  |
| 1.               | Seahawks Sopot     | 8 | 8 | 0 | 0 | 16  | 408 | 94  | +314 |
| 2.               | Wilki Łódzkie      | 8 | 5 | 0 | 3 | 10  | 173 | 219 | -46  |
| 3.               | Cougars Szczecin   | 8 | 3 | 0 | 5 | 6   | 168 | 184 | -16  |
| 4.               | Crusaders Warszawa | 8 | 3 | 0 | 5 | 6   | 116 | 199 | -83  |
| 5.               | Angels Toruń       | 8 | 1 | 0 | 7 | 2   | 63  | 232 | -169 |
| Grupa południowa |                    |   |   |   |   |     |     |     |      |
| 1.               | Kraków Kings       | 8 | 7 | 0 | 1 | 14  | 251 | 88  | +163 |
| 2.               | Tychy Falcons      | 8 | 6 | 0 | 2 | 12  | 204 | 103 | +101 |
| 3.               | AZS Silesia Rebels | 8 | 4 | 0 | 4 | 8   | 156 | 195 | -39  |
| 4.               | Tytani Lublin      | 8 | 2 | 0 | 6 | 4   | 119 | 230 | -111 |
| 5.               | Saints Częstochowa | 8 | 1 | 0 | 7 | 2   | 76  | 190 | -114 |

|  | Awans do rundy play-off |

Wyniki
| Drużyna                  | Kolejka    | Kolejka    | Kolejka    | Kolejka    | Kolejka    | Kolejka    | Kolejka    | Kolejka    |
| Drużyna                  | 1          | 2          | 3          | 4          | 5          | 6          | 7          | 8          |
| ------------------------ | ---------- | ---------- | ---------- | ---------- | ---------- | ---------- | ---------- | ---------- |
| Grupa północna           |            |            |            |            |            |            |            |            |
| Seahawks Sopot (SEA)     | WIL 49:0   | @ANG 7:50  | ANG 64:7   | COU 56:21  | @COU 14:31 | @WIL 12:42 | CRU 69:13  | @CRU 20:47 |
| Wilki Łódzkie (WIL)      | @SEA 49:0  | COU 27:23  | CRU 8:30   | @CRU 17:26 | @ANG 16:32 | SEA 12:42  | ANG 26:6   | @COU 36:42 |
| Cougars Szczecin (COU)   | @WIL 27:23 | @CRU 7:20  | ANG 0:7    | @SEA 56:21 | SEA 14:31  | @ANG 14:31 | CRU 23:0   | WIL 36:42  |
| Crusaders Warszawa (CRU) | COU 7:20   | @WIL 8:30  | @ANG 6:12  | WIL 17:26  | ANG 17:0   | @SEA 69:13 | @COU 23:0  | SEA 20:47  |
| Angels Toruń (ANG)       | SEA 7:50   | @SEA 64:7  | @COU 0:7   | CRU 6:12   | WIL 16:32  | @CRU 17:0  | COU 14:31  | @WIL 26:6  |
| Grupa południowa         |            |            |            |            |            |            |            |            |
| Kraków Kings (KIN)       | TYT 38:6   | FAL 27:28  | @REB 20:41 | @FAL 6:34  | SAI 13:0   | REB 41:10  | @TYT 12:31 | @SAI 6:26  |
| Tychy Falcons (FAL)      | @REB 10:7  | SAI 19:2   | @KIN 27:28 | @TYT 12:34 | KIN 6:34   | @SAI 6:34  | REB 35:12  | TYT 41:0   |
| AZS Silesia Rebels (REB) | FAL 10:7   | @TYT 22:27 | KIN 20:41  | @SAI 30:24 | TYT 27:19  | @KIN 41:10 | SAI 26:0   | @FAL 35:12 |
| Tytani Lublin (TYT)      | @KIN 38:6  | REB 22:27  | @SAI 12:13 | FAL 12:34  | @REB 27:19 | SAI 35:20  | KIN 12:31  | @FAL 41:0  |
| Saints Częstochowa (SAI) | @FAL 19:2  | TYT 12:13  | REB 30:24  | @KIN 13:0  | FAL 6:34   | @TYT 35:20 | @REB 26:0  | KIN 6:26   |

### Runda play-off
|  |           |                |           |              |    |       |                |       |
|  | Półfinały | Półfinały      | Półfinały |              |    | Finał | Finał          | Finał |
|  | Półfinały | Półfinały      | Półfinały |              |    | Finał | Finał          | Finał |
|  |           |                |           |              |    |       |                |       |
|  |           |                |           |              |    |       |                |       |
|  | 1PN       | Seahawks Sopot | 27        |              |    |       |                |       |
|  | 1PN       | Seahawks Sopot | 27        |              |    |       |                |       |
|  | 2PD       | Tychy Falcons  | 16        |              |    |       |                |       |
|  | 2PD       | Tychy Falcons  | 16        |              |    | 1PN   | Seahawks Sopot | 26    |
|  |           |                |           |              |    | 1PN   | Seahawks Sopot | 26    |
|  |           |                | 1PD       | Kraków Kings | 36 |       |                |       |
|  | 1PD       | Kraków Kings   | 1PD       | Kraków Kings | 36 | 49    |                |       |
|  | 1PD       | Kraków Kings   |           |              |    |       |                |       |
|  | 2PN       | Wilki Łódzkie  | 0         |              |    |       |                |       |
|  | 2PN       | Wilki Łódzkie  | 0         |              |    |       |                |       |
|  |           |                |           |              |    |       |                |       |

Wyniki
| Kolejka  | Data       | Gospodarz      | Wynik | Przeciwnik    |
| -------- | ---------- | -------------- | ----- | ------------- |
| Półfinał | 04.07.2015 | Seahawks Sopot | 27:16 | Falcons Tychy |
| Półfinał | 05.07.2015 | Kraków Kings   | 49:0  | Wilki Łódzkie |
| Finał    | 18.07.2015 | Seahawks Sopot | 26:36 | Kraków Kings  |

## Baraże o PFLA I
Wyniki
| Data       | Gospodarz          | Wynik | Przeciwnik           |
| ---------- | ------------------ | ----- | -------------------- |
| 25.10.2015 | Tytani Lublin      | 20:0  | Zielona Góra Dragons |
| 25.10.2015 | Crusaders Warszawa | 13:42 | Gliwice Lions        |

## PFLA II

### Runda zasadnicza
Tabela
| Grupa północno-zachodnia   |                      |   |   |   |   |     |     |     |      |
| Lp.                        | Drużyna              | M | W | R | P | Pkt | PZ  | PS  | +/−  |
| 1.                         | Zielona Góra Dragons | 6 | 5 | 0 | 1 | 10  | 234 | 99  | +135 |
| 2.                         | Patrioci Poznań      | 6 | 4 | 0 | 2 | 8   | 151 | 116 | +35  |
| 3.                         | Bydgoszcz Archers    | 6 | 4 | 0 | 2 | 8   | 143 | 121 | +22  |
| 4.                         | Griffons Słupsk      | 6 | 1 | 0 | 5 | 2   | 44  | 132 | -88  |
| 5.                         | Wikingowie Gdańsk    | 6 | 1 | 0 | 5 | 0   | 42  | 146 | -104 |
| Grupa północno-wschodnia   |                      |   |   |   |   |     |     |     |      |
| 1.                         | Warsaw Dukes         | 6 | 6 | 0 | 0 | 12  | 266 | 54  | +212 |
| 2.                         | Green Ducks Radom    | 6 | 4 | 0 | 2 | 8   | 242 | 131 | +111 |
| 3.                         | Rhinos Wyszków       | 6 | 4 | 0 | 2 | 8   | 254 | 159 | +95  |
| 4.                         | AZS Olsztyn Lakers   | 6 | 3 | 0 | 3 | 6   | 129 | 166 | -37  |
| 5.                         | Warsaw Sharks B      | 6 | 1 | 0 | 5 | 2   | 61  | 264 | -203 |
| 6.                         | Warsaw Eagles B      | 6 | 0 | 0 | 6 | -2  | 18  | 196 | -178 |
| Grupa południowo-wschodnia |                      |   |   |   |   |     |     |     |      |
| 1.                         | Rybnik Thunders      | 6 | 5 | 0 | 1 | 10  | 175 | 71  | +104 |
| 2.                         | Kraków Tigers        | 6 | 4 | 0 | 2 | 8   | 115 | 68  | +47  |
| 3.                         | Silvers Olkusz       | 6 | 4 | 0 | 2 | 8   | 144 | 58  | +86  |
| 4.                         | Pretorians Skoczów   | 6 | 2 | 0 | 4 | 4   | 42  | 136 | -94  |
| 5.                         | Highlanders Beskidy  | 6 | 0 | 0 | 6 | 0   | 20  | 163 | -143 |
| Grupa południowo-zachodnia |                      |   |   |   |   |     |     |     |      |
| 1.                         | Wrocław Outlaws      | 6 | 6 | 0 | 0 | 12  | 275 | 18  | +257 |
| 2.                         | Gliwice Lions        | 6 | 5 | 0 | 1 | 10  | 177 | 125 | +52  |
| 3.                         | Wolverines Opole     | 6 | 2 | 0 | 4 | 4   | 87  | 185 | -98  |
| 4.                         | Panthers Wrocław B   | 6 | 2 | 0 | 4 | 4   | 167 | 128 | +39  |
| 5.                         | Oleśnica Outlaws     | 6 | 0 | 0 | 6 | 0   | 10  | 260 | -250 |

|  | Awans do rundy play-off |

Wyniki
| Drużyna                    | Kolejka    | Kolejka   | Kolejka    | Kolejka    | Kolejka    | Kolejka    |
| Drużyna                    | 1          | 2         | 3          | 4          | 5          | 6          |
| -------------------------- | ---------- | --------- | ---------- | ---------- | ---------- | ---------- |
| Grupa północno-zachodnia   |            |           |            |            |            |            |
| Zielona Góra Dragons (DRA) | @WIK 12:24 | WIK 34:0  | @GRI 14:40 | PAT 24:26  | ARC 58:14  | @PAT 33:54 |
| Patrioci Poznań (PAT)      | GRI 21:6   | @ARC 6:30 | ARC 21:26  | @DRA 24:26 | @WIK 0:20  | DRA 33:54  |
| Bydgoszcz Archers (ARC)    | PAT 6:30   | @GRI 0:27 | GRI 20:6   | @PAT 21:26 | @DRA 58:14 | WIK 50:6   |
| Griffons Słupsk (GRI)      | @PAT 21:6  | ARC 0:27  | @ARC 20:6  | DRA 14:40  | @WIK 6:18  | WIK 0:18   |
| Wikingowie Gdańsk (WIK)    | DRA 12:24  | @DRA 34:0 | GRI 6:18   | @GRI 0:18  | PAT 0:20   | @ARC 50:6  |

| Drużyna                  | Kolejka    | Kolejka    | Kolejka    | Kolejka    | Kolejka   | Kolejka    |
| Drużyna                  | 1          | 2          | 3          | 4          | 5         | 6          |
| ------------------------ | ---------- | ---------- | ---------- | ---------- | --------- | ---------- |
| Grupa północno-wschodnia |            |            |            |            |           |            |
| Warsaw Dukes (DUK)       | @EAG 0:49  | @GRD 12:35 | RHI 47:28  | SHA 53:0   | @LAK 7:47 | GDR 35:7   |
| Green Ducks Radom (GDR)  | @SHA 0:64  | DUK 12:35  | @EAG 0:40  | RHI 68:54  | LAK 51:7  | @DUK 35:7  |
| Rhinos Wyszków (RHI)     | LAK 57:20  | SHA 49:6   | @DUK 47:28 | @GDR 68:54 | EAG 20:0  | @SHA 18:46 |
| AZS Olsztyn Lakers (LAK) | @RHI 57:20 | EAG 35:0   | SHA 34:11  | @GDR 51:7  | DUK 7:47  | @EAG 0:26  |
| Warsaw Sharks B (SHA)    | GDR 0:64   | @RHI 49:6  | @LAK 34:11 | EAG 26:18  | @DUK 53:0 | RHI 18:46  |
| Warsaw Eagles B          | DUK 0:49   | @LAK 35:0  | GDR 0:40   | @SHA 26:18 | @RHI 20:0 | LAK 0:26   |

| Drużyna                    | Kolejka    | Kolejka   | Kolejka    | Kolejka   | Kolejka   | Kolejka   |
| Drużyna                    | 1          | 2         | 3          | 4         | 5         | 6         |
| -------------------------- | ---------- | --------- | ---------- | --------- | --------- | --------- |
| Grupa południowo-wschodnia |            |           |            |           |           |           |
| Rybnik Thunders (THU)      | @SIL 30:33 | TIG 33:22 | @HIG 0:39  | SIL 9:12  | @TIG 7:19 | PRE 42:0  |
| Kraków Tigers (TIG)        | @PRE 8:14  | HIG 40:0  | @THU 33:22 | PRE 22:0  | @SIL 8:10 | THU 7:19  |
| Silvers Olkusz (SIL)       | @HIG 6:24  | THU 30:33 | HIG 26:0   | @PRE 0:44 | @THU 9:12 | TIG 8:10  |
| Pretorians Skoczów (PRE)   | TIG 8:14   | @HIG 6:10 | SIL 0:44   | @TIG 22:0 | HIG 24:8  | @THU 42:0 |
| Highlanders Beskidy (HIG)  | SIL 6:24   | @TIG 40:0 | PRE 6:10   | @SIL 26:0 | THU 0:39  | @PRE 24:8 |

| Drużyna                    | Kolejka    | Kolejka    | Kolejka   | Kolejka    | Kolejka   | Kolejka    |
| Drużyna                    | 1          | 2          | 3         | 4          | 5         | 6          |
| -------------------------- | ---------- | ---------- | --------- | ---------- | --------- | ---------- |
| Grupa południowo-zachodnia |            |            |           |            |           |            |
| Wrocław Outlaws (OUT)      | OLE 56:0   | LIO 49:7   | @OLE 3:48 | WOL 46:0   | @PAN 8:33 | @WOL 0:43  |
| Gliwice Lions              | @WOL 6:40  | PAN 31:26  | @OUT 49:7 | @PAN 26:36 | OLE 41:0  | WOL 22:18  |
| Wolverines Opole           | LIO 6:40   | PAN 28:27  | @OLE 7:35 | @OUT 46:0  | OUT 0:43  | @LIO 22:18 |
| Panthers Wrocław B         | @WOL 28:27 | @LIO 31:26 | LIO 26:36 | OUT 8:33   | @OLE 0:36 | OLE 44:0   |
| Oleśnica Outlaws (OLE)     | @OUT 56:0  | WOL 7:35   | OUT 3:48  | @LIO 41:0  | PAN 0:36  | @PAN 44:0  |

### Runda play-off
|  |              |                      |              |                      |    |           |                 |           |  |  |       |       |       |
|  | Ćwierćfinały | Ćwierćfinały         | Ćwierćfinały |                      |    | Półfinały | Półfinały       | Półfinały |  |  | Finał | Finał | Finał |
|  | Ćwierćfinały | Ćwierćfinały         | Ćwierćfinały |                      |    | Półfinały | Półfinały       | Półfinały |  |  | Finał | Finał | Finał |
|  |              |                      |              |                      |    |           |                 |           |  |  |       |       |       |
|  |              |                      |              |                      |    |           |                 |           |  |  |       |       |       |
|  | 1PD-Z        | Wrocław Outlaws      | 47           |                      |    |           |                 |           |  |  |       |       |       |
|  | 1PD-Z        | Wrocław Outlaws      | 47           |                      |    |           |                 |           |  |  |       |       |       |
|  | 2PD-W        | Kraków Tigers        | 0            |                      |    |           |                 |           |  |  |       |       |       |
|  | 2PD-W        | Kraków Tigers        | 0            |                      |    | 1PD-Z     | Wrocław Outlaws | 23        |  |  |       |       |       |
|  |              |                      |              |                      |    | 1PD-Z     | Wrocław Outlaws | 23        |  |  |       |       |       |
|  |              |                      | 2PD-Z        | Gliwice Lions        | 0  |           |                 |           |  |  |       |       |       |
|  | 1PD-W        | Rybnik Thunders      | 2PD-Z        | Gliwice Lions        | 0  | 6         |                 |           |  |  |       |       |       |
|  | 1PD-W        | Rybnik Thunders      |              |                      |    |           |                 |           |  |  |       |       |       |
|  | 2PD-Z        | Gliwice Lions        | 34           |                      |    |           |                 |           |  |  |       |       |       |
|  | 2PD-Z        | Gliwice Lions        | 34           |                      |    | 1PD-Z     | Wrocław Outlaws | 22        |  |  |       |       |       |
|  |              |                      |              |                      |    |           |                 |           |  |  |       |       |       |
|  |              |                      | 1PN-W        | Warsaw Dukes         | 0  |           |                 |           |  |  |       |       |       |
|  | 1PN-W        | Warsaw Dukes         | 1PN-W        | Warsaw Dukes         | 0  | 22        |                 |           |  |  |       |       |       |
|  | 1PN-W        | Warsaw Dukes         |              |                      |    |           |                 |           |  |  |       |       |       |
|  | 2PN-Z        | Patrioci Poznań      | 0            |                      |    |           |                 |           |  |  |       |       |       |
|  | 2PN-Z        | Patrioci Poznań      | 0            |                      |    | 1PN-W     | Warsaw Dukes    | 55        |  |  |       |       |       |
|  |              |                      |              |                      |    | 1PN-W     | Warsaw Dukes    | 55        |  |  |       |       |       |
|  |              |                      | 1PN-Z        | Zielona Góra Dragons | 22 |           |                 |           |  |  |       |       |       |
|  | 1PN-Z        | Zielona Góra Dragons | 1PN-Z        | Zielona Góra Dragons | 22 | 52        |                 |           |  |  |       |       |       |
|  | 1PN-Z        | Zielona Góra Dragons |              |                      |    |           |                 |           |  |  |       |       |       |
|  | 2PN-W        | Green Ducks Radom    | 45           |                      |    |           |                 |           |  |  |       |       |       |
|  | 2PN-W        | Green Ducks Radom    | 45           |                      |    |           |                 |           |  |  |       |       |       |

Wyniki
| Kolejka     | Data       | Gospodarz            | Wynik | Przeciwnik           |
| ----------- | ---------- | -------------------- | ----- | -------------------- |
| Ćwierćfinał | 26.09.2015 | Zielona Góra Dragons | 52:45 | Green Ducks Radom    |
| Ćwierćfinał | 27.09.2015 | Warsaw Dukes         | 22:0  | Patrioci Poznań      |
| Ćwierćfinał | 27.09.2015 | Rybnik Thunders      | 6:34  | Gliwice Lions        |
| Ćwierćfinał | 27.09.2015 | Wrocław Outlaws      | 47:0  | Kraków Tigers        |
| Półfinał    | 10.10.2015 | Warsaw Dukes         | 55:22 | Zielona Góra Dragons |
| Półfinał    | 10.10.2015 | Wrocław Outlaws      | 23:0  | Gliwice Lions        |
| Finał       | 24.10.2015 | Wrocław Outlaws      | 22:0  | Warsaw Dukes         |

## PFLA 8

### Grupa północna
Tabela
| Lp. | Drużyna                 | M | W | R | P | Pkt | PZ | PS  | +/− |
| --- | ----------------------- | - | - | - | - | --- | -- | --- | --- |
| 1.  | Kaliningrad Amber Hawks | 4 | 2 | 2 | 0 | 6   | 88 | 65  | +23 |
| 2.  | Husaria Szczecin B      | 4 | 2 | 1 | 1 | 5   | 92 | 87  | +5  |
| 3.  | Korsarze Koszalin       | 4 | 2 | 1 | 1 | 5   | 69 | 38  | +31 |
| 4.  | Wikingowie Gdańsk B     | 4 | 0 | 0 | 4 | 0   | 48 | 107 | -59 |

1. turniej
Turniej został rozegrany 22 sierpnia 2015 roku w Gdańsku.
| Data       | Gospodarz               | Wynik | Przeciwnik              |
| ---------- | ----------------------- | ----- | ----------------------- |
| 22.08.2015 | Husaria Szczecin B      | 10:7  | Korsarze Koszalin       |
| 22.08.2015 | Kaliningrad Amber Hawks | 22:6  | Wikingowie Gdańsk B     |
| 22.08.2015 | Husaria Szczecin B      | 35:35 | Kaliningrad Amber Hawks |
| 22.08.2015 | Wikingowie Gdańsk B     | 14:26 | Korsarze Koszalin       |

2. turniej
Turniej został rozegrany 20 września 2015 roku w Koszalinie
| Data       | Gospodarz           | Wynik | Przeciwnik              |
| ---------- | ------------------- | ----- | ----------------------- |
| 20.09.2015 | Husaria Szczecin B  | 29:20 | Wikingowie Gdańsk B     |
| 20.09.2015 | Korsarze Koszalin   | 6:6   | Kaliningrad Amber Hawks |
| 20.09.2015 | Wikingowie Gdańsk B | 8:30  | Korsarze Koszalin       |
| 20.09.2015 | Husaria Szczecin B  | 18:25 | Kaliningrad Amber Hawks |

### Grupa południowo-zachodnia
Tabela
| Lp. | Drużyna                  | M | W | R | P | Pkt | PZ  | PS  | +/−  |
| --- | ------------------------ | - | - | - | - | --- | --- | --- | ---- |
| 1.  | Stal Gorzów Wielkopolski | 4 | 4 | 0 | 0 | 8   | 170 | 12  | +158 |
| 2.  | Kozły Poznań B           | 4 | 2 | 0 | 2 | 4   | 62  | 84  | -22  |
| 3.  | Warriors Lubin           | 4 | 2 | 0 | 2 | 4   | 59  | 96  | -37  |
| 4.  | Jaguars Kąty Wrocławskie | 4 | 0 | 0 | 4 | 0   | 18  | 117 | -99  |

1. turniej
Turniej został rozegrany 22 sierpnia 2015 roku w Lubinie.
| Data       | Gospodarz                | Wynik | Przeciwnik               |
| ---------- | ------------------------ | ----- | ------------------------ |
| 22.08.2015 | Jaguars Kąty Wrocławskie | 0:30  | Kozły Poznań B           |
| 22.08.2015 | Warriors Lubin           | 6:52  | Stal Gorzów Wielkopolski |
| 22.08.2015 | Jaguars Kąty Wrocławskie | 0:54  | Stal Gorzów Wielkopolski |
| 22.08.2015 | Warriors Lubin           | 20:26 | Kozły Poznań B           |

2. turniej
Turniej został rozegrany 13 września 2015 roku w Gorzowie Wielkopolskim
| Data       | Gospodarz                | Wynik | Przeciwnik               |
| ---------- | ------------------------ | ----- | ------------------------ |
| 13.09.2015 | Jaguars Kąty Wrocławskie | 12:26 | Warriors Lubin           |
| 13.09.2015 | Kozły Poznań B           | 6:36  | Stal Gorzów Wielkopolski |
| 13.09.2015 | Stal Gorzów Wielkopolski | 28:0  | Kozły Poznań B           |
| 13.09.2015 | Warriors Lubin           | 7:6   | Jaguars Kąty Wrocławskie |

### Grupa północno-wschodnia
Tabela
| Lp. | Drużyna                | M | W | R | P | Pkt | PZ | PS  | +/−  |
| --- | ---------------------- | - | - | - | - | --- | -- | --- | ---- |
| 1.  | Rhinos Wyszków B       | 4 | 3 | 0 | 1 | 6   | 71 | 34  | +37  |
| 2.  | Lowlanders Białystok B | 4 | 3 | 0 | 1 | 6   | 80 | 26  | +54  |
| 3.  | Crusaders Warszawa B   | 4 | 2 | 0 | 2 | 4   | 57 | 45  | +12  |
| 4.  | KFA Kurpie             | 4 | 0 | 0 | 4 | 0   | 6  | 109 | -103 |

1. turniej
Turniej został rozegrany 23 sierpnia 2015 roku w Ostrołęce.
| Data       | Gospodarz            | Wynik | Przeciwnik             |
| ---------- | -------------------- | ----- | ---------------------- |
| 23.08.2015 | Rhinos Wyszków B     | 19:16 | Crusaders Warszawa B   |
| 23.08.2015 | KFA Kurpie           | 0:42  | Lowlanders Białystok B |
| 23.08.2015 | Crusaders Warszawa B | 2:20  | Lowlanders Białystok B |
| 23.08.2015 | KFA Kurpie           | 0:28  | Rhinos Wyszków B       |

2. turniej
Turniej został rozegrany 19 września 2015 roku w Wyszkowie
| Data       | Gospodarz              | Wynik | Przeciwnik             |
| ---------- | ---------------------- | ----- | ---------------------- |
| 19.09.2015 | Rhinos Wyszków B       | 6:18  | Lowlanders Białystok B |
| 19.09.2015 | KFA Kurpie             | 0:13  | Crusaders Warszawa B   |
| 19.09.2015 | KFA Kurpie             | 6:26  | Crusaders Warszawa B   |
| 19.09.2015 | Lowlanders Białystok B | 0:18  | Rhinos Wyszków B       |

### Grupa centralna
Tabela
| Lp. | Drużyna          | M | W | R | P | Pkt | PZ     | PS   | +/− |
| --- | ---------------- | - | - | - | - | --- | ------ | ---- | --- |
| 1.  | OldBoys Warszawa | 4 | 4 | 0 | 0 | 8   | 118 18 | +100 |     |
| 2.  | Mustangs Płock   | 4 | 2 | 0 | 2 | 4   | 56     | 48   | +8  |
| 3.  | Kozmiński Leons  | 4 | 2 | 0 | 2 | 4   | 62     | 84   | -22 |
| 4.  | Warsaw Dukes B   | 4 | 0 | 0 | 4 | 0   | 26     | 112  | -86 |

1. turniej
Turniej został rozegrany 23 sierpnia 2015 roku w Płocku.
| Data       | Gospodarz       | Wynik | Przeciwnik       |
| ---------- | --------------- | ----- | ---------------- |
| 23.08.2015 | Warsaw Dukes B  | 6:48  | OldBoys Warszawa |
| 23.08.2015 | Mustangs Płock  | 28:14 | Kozmiński Leons  |
| 23.08.2015 | Kozmiński Leons | 28:20 | Warsaw Dukes B   |
| 23.08.2015 | Mustangs Płock  | 0:16  | OldBoys Warszawa |

2. turniej
Turniej został rozegrany 20 września 2015 roku w Warszawie
| Data       | Gospodarz        | Wynik | Przeciwnik      |
| ---------- | ---------------- | ----- | --------------- |
| 20.09.2015 | OldBoys Warszawa | 36:6  | Kozmiński Leons |
| 20.09.2015 | Warsaw Dukes B   | 0:22  | Mustangs Płock  |
| 20.09.2015 | Kozmiński Leons  | 14:0  | Warsaw Dukes B  |
| 20.09.2015 | OldBoys Warszawa | 18:6  | Mustangs Płock  |

### Grupa południowo-wschodnia
Tabela
| Lp. | Drużyna                  | M | W | R | P | Pkt | PZ  | PS  | +/− |
| --- | ------------------------ | - | - | - | - | --- | --- | --- | --- |
| 1.  | Tejpy.pl Rzeszów Rockets | 4 | 3 | 0 | 1 | 6   | 126 | 48  | +78 |
| 2.  | Przemyśl Bears           | 4 | 2 | 0 | 2 | 4   | 86  | 76  | +10 |
| 3.  | Aviators Mielec          | 4 | 1 | 0 | 3 | 2   | 36  | 124 | -88 |

1. turniej
Turniej został rozegrany 23 sierpnia 2015 roku w Żurawicy i Przemyślu.
| Data       | Gospodarz       | Wynik | Przeciwnik               |
| ---------- | --------------- | ----- | ------------------------ |
| 23.08.2015 | Aviators Mielec | 0:36  | Tejpy.pl Rzeszów Rockets |
| 23.08.2015 | Przemyśl Bears  | 8:24  | Aviators Mielec          |
| 23.08.2015 | Przemyśl Bears  | 20:18 | Tejpy.pl Rzeszów Rockets |

2. turniej
Turniej został rozegrany 12 września 2015 roku w Rzeszowie
| Data       | Gospodarz                | Wynik | Przeciwnik      |
| ---------- | ------------------------ | ----- | --------------- |
| 12.09.2015 | Aviators Mielec          | 6:36  | Przemyśl Bears  |
| 12.09.2015 | Tejpy.pl Rzeszów Rockets | 44:6  | Aviators Mielec |
| 12.09.2015 | Tejpy.pl Rzeszów Rockets | 28:22 | Przemyśl Bears  |

|  | Awans do turnieju ćwierćfinałowego |

### Turniej ćwierćfinałowy
1. turniej
Turniej został rozegrany 3 października 2015 roku w Gorzowie Wielkopolskim
| Kolejka           | Data       | Gospodarz                | Wynik | Przeciwnik              |
| ----------------- | ---------- | ------------------------ | ----- | ----------------------- |
| Półfinał          | 03.10.2015 | Stal Gorzów Wielkopolski | 22:0  | Mustangs Płock          |
| Półfinał          | 03.10.2015 | Kaliningrad Amber Hawks  | 32:14 | Husaria Szczecin B      |
| Mecz o 3. miejsce | 03.10.2015 | Husaria Szczecin B       | 6:26  | Mustangs Płock          |
| Finał             | 03.10.2015 | Stal Gorzów Wielkopolski | 36:14 | Kaliningrad Amber Hawks |

2. turniej
Turniej został rozegrany 3 października 2015 roku w Warszawie
| Kolejka  | Data       | Gospodarz        | Wynik | Przeciwnik               |
| -------- | ---------- | ---------------- | ----- | ------------------------ |
| Półfinał | 03.10.2015 | Rhinos Wyszków B | 7:28  | Tejpy.pl Rzeszów Rockets |
| Półfinał | 03.10.2015 | OldBoys Warszawa | 28:0  | Lowlanders Białystok B   |
| Finał    | 03.10.2015 | OldBoys Warszawa | 28:14 | Tejpy.pl Rzeszów Rockets |

### Turniej finałowy
Turniej został rozegrany 17 października 2015 roku w Gorzowie Wielkopolskim
| Kolejka           | Data       | Gospodarz                | Wynik | Przeciwnik               |
| ----------------- | ---------- | ------------------------ | ----- | ------------------------ |
| Półfinał          | 17.10.2015 | Stal Gorzów Wielkopolski | 20:18 | Tejpy.pl Rzeszów Rockets |
| Półfinał          | 17.10.2015 | OldBoys Warszawa         | 28:6  | Kaliningrad Amber Hawks  |
| Mecz o 3. miejsce | 17.10.2015 | Tejpy.pl Rzeszów Rockets | 20:6  | Kaliningrad Amber Hawks  |
| Finał             | 17.10.2015 | Stal Gorzów Wielkopolski | 12:14 | OldBoys Warszawa         |

## PFLA J-8

### Grupa północno-zachodnia
Tabela
| Lp. | Drużyna                  | M | W | R | P | Pkt | PZ | PS  | +/−  |
| --- | ------------------------ | - | - | - | - | --- | -- | --- | ---- |
| 1.  | Gryfici Szczecin         | 4 | 4 | 0 | 0 | 8   | 96 | 20  | +76  |
| 2.  | Stal Gorzów Wielkopolski | 4 | 2 | 0 | 2 | 4   | 76 | 32  | +44  |
| 3.  | Griffons Słupsk          | 4 | 0 | 0 | 4 | 0   | 0  | 120 | -120 |

1. turniej
Turniej został rozegrany 2 maja 2015 roku w Główczycach.
| Data       | Gospodarz        | Wynik | Przeciwnik               |
| ---------- | ---------------- | ----- | ------------------------ |
| 02.05.2015 | Gryfici Szczecin | 14:6  | Stal Gorzów Wielkopolski |
| 02.05.2015 | Griffons Słupsk  | 0:20  | Stal Gorzów Wielkopolski |
| 02.05.2015 | Griffons Słupsk  | 0:30  | Gryfici Szczecin         |

2. turniej
Turniej został rozegrany 31 maja 2015 roku w Gorzowie Wielkopolskim.
| Data       | Gospodarz                | Wynik | Przeciwnik       |
| ---------- | ------------------------ | ----- | ---------------- |
| 31.05.2015 | Gryfici Szczecin         | 34:0  | Griffons Słupsk  |
| 31.05.2015 | Stal Gorzów Wielkopolski | 36:0  | Griffons Słupsk  |
| 31.05.2015 | Stal Gorzów Wielkopolski | 14:18 | Gryfici Szczecin |

### Grupa centralna
Tabela
| Lp. | Drużyna           | M | W | R | P | Pkt | PZ  | PS  | +/− |
| --- | ----------------- | - | - | - | - | --- | --- | --- | --- |
| 1.  | Patrioci Poznań   | 4 | 4 | 0 | 0 | 8   | 130 | 38  | +92 |
| 2.  | Angels Toruń      | 4 | 2 | 0 | 2 | 4   | 106 | 50  | +56 |
| 3.  | Bydgoszcz Archers | 4 | 1 | 0 | 3 | 2   | 38  | 94  | -56 |
| 4.  | Kozły Poznań      | 4 | 1 | 0 | 3 | 2   | 26  | 118 | -92 |

1. turniej
Turniej został rozegrany 1 maja 2015 roku w Bydgoszczy.
| Data       | Gospodarz         | Wynik | Przeciwnik        |
| ---------- | ----------------- | ----- | ----------------- |
| 01.05.2015 | Patrioci Poznań   | 36:24 | Angels Toruń      |
| 01.05.2015 | Bydgoszcz Archers | 24:14 | Kozły Poznań      |
| 01.05.2015 | Angels Toruń      | 44:0  | Kozły Poznań      |
| 01.05.2015 | Patrioci Poznań   | 38:6  | Bydgoszcz Archers |

2. turniej
Turniej został rozegrany 6 czerwca 2015 roku w Toruniu.
| Data       | Gospodarz         | Wynik | Przeciwnik        |
| ---------- | ----------------- | ----- | ----------------- |
| 06.06.2015 | Patrioci Poznań   | 42:0  | Kozły Poznań      |
| 06.06.2015 | Angels Toruń      | 30:0  | Bydgoszcz Archers |
| 06.06.2015 | Bydgoszcz Archers | 8:12  | Kozły Poznań      |
| 06.06.2015 | Patrioci Poznań   | 14:8  | Angels Toruń      |

### Grupa południowo-zachodnia
Tabela
| Lp. | Drużyna           | M | W | R | P | Pkt | PZ  | PS  | +/−  |
| --- | ----------------- | - | - | - | - | --- | --- | --- | ---- |
| 1.  | Wrocław Panthers  | 4 | 4 | 0 | 0 | 8   | 126 | 6   | +120 |
| 2.  | Bielawa Owls      | 4 | 2 | 0 | 2 | 4   | 86  | 48  | +38  |
| 3.  | Zagłębie Steelers | 4 | 0 | 0 | 4 | 0   | 0   | 158 | -158 |

1. turniej
Turniej został rozegrany 3 maja 2015 roku w Bielawie.
| Data       | Gospodarz         | Wynik | Przeciwnik        |
| ---------- | ----------------- | ----- | ----------------- |
| 03.05.2015 | Zagłębie Steelers | 0:30  | Wrocław Panthers  |
| 03.05.2015 | Bielawa Owls      | 42:0  | Zagłębie Steelers |
| 03.05.2015 | Bielawa Owls      | 6:28  | Wrocław Panthers  |

2. turniej
Turniej został rozegrany 30 maja 2015 roku w Wojkowicach.
| Data       | Gospodarz         | Wynik | Przeciwnik       |
| ---------- | ----------------- | ----- | ---------------- |
| 30.05.2015 | Bielawa Owls      | 0:20  | Wrocław Panthers |
| 30.05.2015 | Zagłębie Steelers | 0:38  | Bielawa Owls     |
| 30.05.2015 | Zagłębie Steelers | 0:48  | Wrocław Panthers |

### Grupa północno-wschodnia
Tabela
| Lp. | Drużyna            | M | W | R | P | Pkt | PZ | PS | +/− |
| --- | ------------------ | - | - | - | - | --- | -- | -- | --- |
| 1.  | Warsaw Eagles      | 4 | 3 | 0 | 1 | 6   | 92 | 37 | +55 |
| 2.  | Warsaw Sharks      | 4 | 2 | 0 | 2 | 4   | 44 | 62 | -18 |
| 3.  | Mustangs Płock     | 4 | 2 | 0 | 2 | 4   | 29 | 36 | -7  |
| 4.  | AZS Olsztyn Lakers | 4 | 1 | 0 | 3 | 2   | 30 | 60 | -30 |

1. turniej
Turniej został rozegrany 1 maja 2015 roku w Olsztynie.
| Data       | Gospodarz          | Wynik | Przeciwnik     |
| ---------- | ------------------ | ----- | -------------- |
| 01.05.2015 | Warsaw Sharks      | 12:6  | Mustangs Płock |
| 01.05.2015 | AZS Olsztyn Lakers | 12:30 | Warsaw Eagles  |
| 01.05.2015 | Mustangs Płock     | 13:12 | Warsaw Eagles  |
| 01.05.2015 | AZS Olsztyn Lakers | 6:20  | Warsaw Sharks  |

2. turniej
Turniej został rozegrany 31 maja 2015 roku w Warszawie.
| Data       | Gospodarz          | Wynik | Przeciwnik         |
| ---------- | ------------------ | ----- | ------------------ |
| 31.05.2015 | Mustangs Płock     | 8:12  | AZS Olsztyn Lakers |
| 31.05.2015 | Warsaw Eagles      | 32:6  | Warsaw Sharks      |
| 31.05.2015 | AZS Olsztyn Lakers | 0:2   | Mustangs Płock     |
| 31.05.2015 | Warsaw Eagles      | 18:6  | Warsaw Sharks      |

### Grupa południowo-wschodnia
Tabela
| Lp. | Drużyna            | M | W | R | P | Pkt | PZ  | PS  | +/−  |
| --- | ------------------ | - | - | - | - | --- | --- | --- | ---- |
| 1.  | Kraków Kings       | 4 | 4 | 0 | 0 | 8   | 125 | 42  | +83  |
| 2.  | Tychy Falcons      | 4 | 2 | 0 | 2 | 4   | 74  | 56  | +18  |
| 3.  | Aviators & Bears   | 4 | 2 | 0 | 2 | 4   | 112 | 86  | +26  |
| 4.  | AZS Silesia Rebels | 4 | 0 | 0 | 4 | 0   | 14  | 141 | -127 |

1. turniej
Turniej został rozegrany 3 maja 2015 roku w Mielcu.
| Data       | Gospodarz        | Wynik | Przeciwnik         |
| ---------- | ---------------- | ----- | ------------------ |
| 03.05.2015 | Kraków Kings     | 43:0  | AZS Silesia Rebels |
| 03.05.2015 | Aviators & Bears | 14:32 | Tychy Falcons      |
| 03.05.2015 | Tychy Falcons    | 14:36 | Kraków Kings       |
| 03.05.2015 | Aviators & Bears | 40:14 | AZS Silesia Rebels |

2. turniej
Turniej został rozegrany 31 maja 2015 roku w Tychach.
| Data       | Gospodarz          | Wynik | Przeciwnik       |
| ---------- | ------------------ | ----- | ---------------- |
| 31.05.2015 | AZS Silesia Rebels | 0:28  | Tychy Falcons    |
| 31.05.2015 | Aviators & Bears   | 28:40 | Kraków Kings     |
| 31.05.2015 | AZS Silesia Rebels | 0:30  | Aviators & Bears |
| 31.05.2015 | Kraków Kings       | 6:0   | Tychy Falcons    |

|  | Awans do Final 8 |

### Final 8
Turniej został rozegrany 20–21 czerwca 2015 roku w Poznaniu.
|  |              |                          |              |                          |   |           |                  |           |  |  |       |       |       |
|  | Ćwierćfinały | Ćwierćfinały             | Ćwierćfinały |                          |   | Półfinały | Półfinały        | Półfinały |  |  | Finał | Finał | Finał |
|  | Ćwierćfinały | Ćwierćfinały             | Ćwierćfinały |                          |   | Półfinały | Półfinały        | Półfinały |  |  | Finał | Finał | Finał |
|  |              |                          |              |                          |   |           |                  |           |  |  |       |       |       |
|  |              |                          |              |                          |   |           |                  |           |  |  |       |       |       |
|  | 1PD-Z        | Wrocław Panthers         | 27           |                          |   |           |                  |           |  |  |       |       |       |
|  | 1PD-Z        | Wrocław Panthers         | 27           |                          |   |           |                  |           |  |  |       |       |       |
|  | 2CE          | Angels Toruń             | 8            |                          |   |           |                  |           |  |  |       |       |       |
|  | 2CE          | Angels Toruń             | 8            |                          |   | 1PD-Z     | Wrocław Panthers | 34        |  |  |       |       |       |
|  |              |                          |              |                          |   | 1PD-Z     | Wrocław Panthers | 34        |  |  |       |       |       |
|  |              |                          | 1PD-W        | Kraków Kings             | 0 |           |                  |           |  |  |       |       |       |
|  | 1PD-W        | Kraków Kings             | 1PD-W        | Kraków Kings             | 0 | 36        |                  |           |  |  |       |       |       |
|  | 1PD-W        | Kraków Kings             |              |                          |   |           |                  |           |  |  |       |       |       |
|  | 1PN-W        | Warsaw Eagles            | 28           |                          |   |           |                  |           |  |  |       |       |       |
|  | 1PN-W        | Warsaw Eagles            | 28           |                          |   | 1PD-Z     | Wrocław Panthers | 12        |  |  |       |       |       |
|  |              |                          |              |                          |   |           |                  |           |  |  |       |       |       |
|  |              |                          | 2PD-Z        | Bielawa Owls             | 6 |           |                  |           |  |  |       |       |       |
|  | 1PN-Z        | Gryfici Szczecin         | 2PD-Z        | Bielawa Owls             | 6 | 6         |                  |           |  |  |       |       |       |
|  | 1PN-Z        | Gryfici Szczecin         |              |                          |   |           |                  |           |  |  |       |       |       |
|  | 2PD-Z        | Bielawa Owls             | 38           |                          |   |           |                  |           |  |  |       |       |       |
|  | 2PD-Z        | Bielawa Owls             | 38           |                          |   | 2PD-Z     | Bielawa Owls     | 20        |  |  |       |       |       |
|  |              |                          |              |                          |   | 2PD-Z     | Bielawa Owls     | 20        |  |  |       |       |       |
|  |              |                          | 2PN-Z        | Stal Gorzów Wielkopolski | 0 |           |                  |           |  |  |       |       |       |
|  | 1CE          | Patrioci Poznań          | 2PN-Z        | Stal Gorzów Wielkopolski | 0 | 6         |                  |           |  |  |       |       |       |
|  | 1CE          | Patrioci Poznań          |              |                          |   |           |                  |           |  |  |       |       |       |
|  | 2PN-Z        | Stal Gorzów Wielkopolski | 20           |                          |   |           |                  |           |  |  |       |       |       |
|  | 2PN-Z        | Stal Gorzów Wielkopolski | 20           |                          |   |           |                  |           |  |  |       |       |       |

|  |         |                  |         |                 |    |                   |                   |                   |
|  | Repasaż | Repasaż          | Repasaż |                 |    | Mecz o 5. miejsce | Mecz o 5. miejsce | Mecz o 5. miejsce |
|  | Repasaż | Repasaż          | Repasaż |                 |    | Mecz o 5. miejsce | Mecz o 5. miejsce | Mecz o 5. miejsce |
|  |         |                  |         |                 |    |                   |                   |                   |
|  |         |                  |         |                 |    |                   |                   |                   |
|  | 2CE     | Angels Toruń     | 34      |                 |    |                   |                   |                   |
|  | 2CE     | Angels Toruń     | 34      |                 |    |                   |                   |                   |
|  | 1PN-W   | Warsaw Eagles    | 12      |                 |    |                   |                   |                   |
|  | 1PN-W   | Warsaw Eagles    | 12      |                 |    | 2CE               | Angels Toruń      | 14                |
|  |         |                  |         |                 |    | 2CE               | Angels Toruń      | 14                |
|  |         |                  | 1CE     | Patrioci Poznań | 20 |                   |                   |                   |
|  | 1PN-Z   | Gryfici Szczecin | 1CE     | Patrioci Poznań | 20 | 6                 |                   |                   |
|  | 1PN-Z   | Gryfici Szczecin |         |                 |    |                   |                   |                   |
|  | 1CE     | Patrioci Poznań  | 12      |                 |    |                   |                   |                   |
|  | 1CE     | Patrioci Poznań  | 12      |                 |    |                   |                   |                   |
|  |         |                  |         |                 |    |                   |                   |                   |

Wyniki
| Kolejka           | Data       | Gospodarz                | Wynik | Przeciwnik               |
| ----------------- | ---------- | ------------------------ | ----- | ------------------------ |
| Ćwierćfinał       | 20.06.2015 | Patrioci Poznań          | 6:20  | Stal Gorzów Wielkopolski |
| Ćwierćfinał       | 20.06.2015 | Gryfici Szczecin         | 6:38  | Bielawa Owls             |
| Ćwierćfinał       | 20.06.2015 | Wrocław Panthers         | 27:8  | Angels Toruń             |
| Ćwierćfinał       | 20.06.2015 | Kraków Kings             | 36:28 | Warsaw Eagles            |
| Półfinał          | 20.06.2015 | Bielawa Owls             | 20:0  | Stal Gorzów Wielkopolski |
| Półfinał          | 20.06.2015 | Wrocław Panthers         | 34:0  | Kraków Kings             |
| Repasaż           | 20.06.2015 | Gryfici Szczecin         | 6:12  | Patrioci Poznań          |
| Repasaż           | 20.06.2015 | Angels Toruń             | 34:12 | Warsaw Eagles            |
| Mecz o 7. miejsce | 21.06.2015 | Gryfici Szczecin         | 20:0  | Warsaw Eagles            |
| Mecz o 5. miejsce | 21.06.2015 | Angels Toruń             | 14:20 | Patrioci Poznań          |
| Mecz o 3. miejsce | 21.06.2015 | Stal Gorzów Wielkopolski | 20:22 | Kraków Kings             |
| Finał             | 21.06.2015 | Wrocław Panthers         | 12:6  | Bielawa Owls             |

## PFLA J-11

### Runda zasadnicza
Tabela
| Grupa północna   |                    |   |   |   |   |     |    |    |     |
| Lp.              | Drużyna            | M | W | R | P | Pkt | PZ | PS | +/− |
| 1.               | Seahawks Gdynia    | 2 | 1 | 0 | 1 | 2   | 40 | 33 | +7  |
| 2.               | Olsztyn Lakers     | 2 | 1 | 0 | 1 | 2   | 25 | 28 | -3  |
| 3.               | Metropolitans      | 2 | 1 | 0 | 1 | 2   | 26 | 30 | -4  |
| Grupa centralna  |                    |   |   |   |   |     |    |    |     |
| 1.               | Mazowsze Seahorses | 2 | 2 | 0 | 0 | 4   | 62 | 8  | +54 |
| 2.               | Warsaw Eagles      | 2 | 1 | 0 | 1 | 2   | 57 | 14 | +43 |
| 3.               | Tytani Lublin      | 2 | 0 | 0 | 2 | 0   | 0  | 97 | -97 |
| Grupa południowa |                    |   |   |   |   |     |    |    |     |
| 1.               | Panthers Wrocław   | 2 | 2 | 0 | 0 | 4   | 76 | 7  | +69 |
| 2.               | Stalowe Sowy       | 2 | 1 | 0 | 1 | 2   | 33 | 42 | -9  |
| 3.               | Tychy Falcons      | 2 | 0 | 0 | 2 | 0   | 0  | 60 | -60 |

|  | Awans do turnieju finałowego |

Wyniki
| Drużyna                  | Kolejka    | Kolejka    |
| Drużyna                  | 1          | 2          |
| ------------------------ | ---------- | ---------- |
| Grupa północno-zachodnia |            |            |
| Seahawks Gdynia (SEA)    | LAK 22:13  | @MET 20:18 |
| Olsztyn Lakers (LAK)     | @SEA 22:13 | MET 12:6   |
| Metropolitans (MET)      | SEA 20:18  | @LAK 12:6  |

| Drużyna                  | Kolejka   | Kolejka   |
| Drużyna                  | 1         | 2         |
| ------------------------ | --------- | --------- |
| Grupa centralna          |           |           |
| Mazowsze Seahorses (SEA) | @TYT 0:48 | @EAG 8:14 |
| Warsaw Eagles (EAG)      | SEA 8:14  | @TYT 0:49 |
| Tytani Lublin (TYT)      | SEA 0:48  | EAG 0:49  |

| Drużyna                | Kolejka   | Kolejka   |
| Drużyna                | 1         | 2         |
| ---------------------- | --------- | --------- |
| Grupa południowa       |           |           |
| Panthers Wrocław (PAN) | STA 42:7  | @FAL 0:34 |
| Stalowe Sowy (STA)     | @PAN 42:7 | FAL 26:0  |
| Tychy Falcons (FAL)    | @STA 26:0 | PAN 0:34  |

## Turniej finałowy
Turniej został rozegrany w okresie 24–25 października 2015 roku we Wrocławiu.
Wyniki
| Kolejka           | Data       | Gospodarz          | Wynik | Przeciwnik         |
| ----------------- | ---------- | ------------------ | ----- | ------------------ |
| Półfinał          | 24.10.2015 | Panthers Wrocław   | 44:0  | Warsaw Eagles      |
| Półfinał          | 24.10.2015 | Mazowsze Seahorses | 31:0  | Seahawks Gdynia    |
| Mecz o 3. miejsce | 25.10.2015 | Seahawks Gdynia    | 0:36  | Warsaw Eagles      |
| Finał             | 25.10.2015 | Panthers Wrocław   | 31:14 | Mazowsze Seahorses |